# San Martín del Rey Aurelio
San Martín del Rey Aurelio är en kommun i Spanien.  Den ligger i den autonoma regionen Asturien i norra delen av landet, 400 km nordväst om huvudstaden Madrid. Antalet invånare är 15 405 (2024).  Arean är 55,05 kvadratkilometer. San Martín del Rey Aurelio gränsar till Siero, Bimenes, Laviana, Mieres och Langreo. 